# Práxedis Guerrero
Práxedis Guerrero (teljes nevén José Práxedis Gilberto Guerrero Hurtado, Los Altos de Ibarra, Guanajuato, 1882. augusztus 28. – Janos, Chihuahua, 1910. december 30.) mexikói újságíró és forradalmár volt.

## Élete
1882-ben született a Guanajuato állambeli Los Altos de Ibarrában José de la Luz Guerrero és Fructuosa Hurtado hatodik gyermekeként gazdag földbirtokos-családban. Jó oktatásban részesült, és már fiatalon észrevette a Díaz-rendszer társadalmában tapasztalható igazságtalanságokat, egyenlőtlenségeket, ezért hamar a forradalmi eszmék pártjára állt, összetűzésbe kerülve emiatt családjával is.
Újságíróként 1899-ben kezdte meg munkáját az El Heraldo Comercial és az El Despertador lapoknál, majd 1900-ban San Luis Potosíban települt le. Később apjától eltávolodva Mexikóvárosba költözött, és hogy megéljen, asztalosként, lógondozóként és vasúti gépészsegédként dolgozott, 1901-től pedig Filomeno Mata El Diario del Hogar című lapjának küldött tudósításokat.
Hamarosan tartalékosként belépett Bernardo Reyes hadseregébe, de amikor Monterreyben a katonák tüntetők közé lőttek (az ellen tüntettek, hogy Reyest megválasszák Új-León kormányzójává), kilépett a testületből, visszatért haciendájára és néhány hónapig mezőgazdasági munkákkal foglalkozott.
1903-tól ellenzéki sajtótermékeket kezdett olvasni, többek között Camilo Arriaga El Demófilo című újságját és Ricardo Flores Magón El hijo del Ahuizote című lapját, sőt, Errico Malatesta, Mihail Alekszandrovics Bakunyin és Pjotr Alekszejevics Kropotkin anarchista műveit is tanulmányozta.
1904-ben haciendájának két dolgozójával, Francisco Manriquével és Manuel Vázquezszel együtt az Amerikai Egyesült Államokba emigrált, először a denveri Colorado Supply Companynál bányászként, majd a kaliforniai El Doradóban favágóként dolgozott, később pedig San Franciscóba ment. 1906-ban meghívták a mexikói liberális párt szervező juntájába. 1907-ben ismét bányászként dolgozott, ezúttal Arizonában a Copper Queen Co.-nál, közben pedig a bebörtönzött Flores Magón Revolución című lapjának is írt. Év végén meglátogatta őt Los Angeles-i börtönében, ekkor kapta tőle a junta második titkárává való kinevezését.
A texasi El Pasóban kapcsolatba lépett a Mexikó északi részén szervezkedő, már a forradalmat előkészítő csoportosulásokkal, segített pénzt és fegyvereket gyűjteni és megtervezni Chihuahua és Coahuila államok felkeléseit. Eközben apja meghalt, de fiára hagyott jelentős örökségét visszautasította, mondván, „nincs szíve kiszipolyozni a hozzá hasonlókat”.
1908. június 24-ére tervezték az első támadásokat az északi határ mentén fekvő településeken, de aznap a Díaz-rendszer rendőrsége feltartóztatott egy hajót, ami fegyvereket szállított nekik. Ennek ellenére megtámadták a coahuilai Las Vacas nevű települést (ma Ciudad Acuña), azonban a helyiek többsége közönséges banditáknak nézte őket, így nem tudtak elérni jelentős eredményeket. 29-én Palomasnál egyik társa, Francisco Manrique meghalt, Práxedis Guerrero és még három lázadó megsebesült, így visszavonultak Ciudad Juárezbe, majd El Pasóba. Egy douglasi kitérő után visszatért El Pasóba, és hozzálátott a forradalmi sereg újjászervezéséhez. Eközben az austini Reforma, Libertad y Justicia című lapba is írt, tőle származik ez a mondat: „Vess el egy kis lázadás-magot és szabadságot fogsz aratni.”
1909-ben a liberális párt megbízásából a déli államokba utazott és segített a forradalmi eszmék terjesztésében Oaxaca, Puebla és Tlaxcala államokban, de tevékenységét a hatalom gyanúsnak találta, és mivel már szorulni kezdett körülötte a hurok, ismét az USA-ba távozott, ahol megpróbálta megszerezni Kansas, Illinois és Missouri államok szocialista pártjainak támogatását. Visszatérve dél-Texasba egy fűrésztelepen dolgozott, majd augusztus 8-án elindította a Punto Rojo („Vörös pont”) című lapot, mely 10 000-es példányszámban jelent meg.
1910-ben a rendőrség üldözőbe vette, ezért Houstonba menekült, majd Bridgeportban szénbányászként dolgozott egy ideig. Áprilisban a Díaz-kormány 10 000 dollárt ajánlott fel annak, aki elfogja, de őt nem tudták előkeríteni, „csak” a Punto Rojo nyomdáját rombolták le. Guerrero ekkor elkezdte megszervezni nemzetközi munkásközösségét, a Liga Panamericana del Trabajadort vagy La Internacional del Trabajadort. Amikor szeptemberben a Flores Magón testvérek kiszabadultak a börtönből, újraindult Regeneración című lapjuk, melybe Guerrero is írt. Év végén a chihuahuai Janosban szervezett felkelést, melynek során december 29-én életét vesztette.
1933 decemberében az állam törvényhozása San Ignacio község nevét az ő tiszteletére változtatta meg Praxedis G. Guerreróra.